# Albaida
Albaida è un comune spagnolo di 6 269 abitanti situato nella comunità autonoma Valenciana.